# 蒲牟田卓
蒲牟田 卓（かまむた すぐる）は、日本のラグビーレフリー（審判員）。

## プロフィール
- 鹿児島県姶良市出身。
- 選手時代のポジションはウィング(WTB)、フルバック(FB)。

## 略歴
高校からラグビーを始めた。
鹿児島玉龍高校、鹿児島大学を経て、レフリーになる。
2021年、東京五輪ラグビー競技のアシスタントレフリーを務めた。同年10月、日本協会A級公認レフリーに選ばれた。